# Aphaniosoma flavipyga
Aphaniosoma flavipyga (лат.) — вид мух рода Aphaniosoma из семейства Chyromyidae. Видовой эпитет представляет собой сочетание латинских слов «жёлтый» (flavus) и «ягодицы» (pyga) и относится к большим круглым жёлтым эпандриальным половинкам на каждой стороне.

## Распространение
Израиль.

## Описание
Мелкие мухи с телом длиной около 2 мм. Бледно-жёлтый вид со скутумом с более глубокими жёлтыми до бледно-коричневых виттами; эпандрий блестящий, бледно-жёлтый; эдеагус коричневый; две фронто-орбитальных и пара более длинных фронтальных волосков перед глазничным треугольником. Похожие виды: A. freidbergi имеет более длинную голову, более узкие глаза и длинную и сильную пару волосков в середине лица. A. aldabrense Ebejer, 2009, A. kirkspriggsi Ebejer, 2009 и A. micropygum Ebejer, 2009, все из Афротропического региона, выглядят похоже и имеют длинную пару волосков на фронтоне и тёмный медиотергит.